# Historia constitucional de Cuba
La historia del constitucionalismo cubano comienza en 1812, según varios historiadores, con la promulgación de la Constitución del 18 de marzo de 1812 como resultado de las Cortes de Cádiz, que dieron organización constitucional a todo el imperio español y en consecuencia a la Isla de Cuba que era parte de su territorio.
Comienza también con el Proyecto de Constitución de Joaquín Infante. Después del fracaso de la Conspiración de Román de la Luz, José Joaquín Infante logró escapar a Venezuela, donde elaboró un proyecto de bandera nacional y la primera constitución republicana para Cuba, publicada en Caracas a principios de 1812.
Luego de que el Estatuto Real de 1834 sustituyera a la Constitución de Cádiz, se redactó una Constitución Autonómica.
Durante el período en que el creciente nacionalismo y el deseo de independencia se gestaban, las Constituciones Mambisas o Constituciones de la República en Armas fueron sucediendo una tras otra. Estas incluían las Constituciones de Guáimaro, Baraguá, Jimaguayú y de la Yaya. Fueron precedidas por la Constitución de Narciso López, redactada en 1850, que constaba de veintitrés artículos y que fue considerada por su autor como un documento provisional que diera respaldo a su fallido intento insurreccional del 12 de agosto de 1851.
Luego de que Cuba se hubiera declarado una república, se redactaron diversas constituciones, culminando finalmente en la constitución de 1976 que es la que tiene vigencia en Cuba en el presente, con tres modificaciones posteriores.

## Constitucionalismo colonial

### Constitución de Cádiz (1812)
La Constitución de Cádiz, redactada durante la ocupación Napoleónica de España, hace hincapié en la soberanía nacional y la intolerancia religiosa católica; la misma se desarrolla a través de 384 artículos agrupados en 10 títulos referentes a la nación, al territorio, a las Cortes, al Rey, a los Tribunales, a la Fuerza Militar, a la Instrucción Pública y a las Reformas Constitucionales. A lo largo de su articulado se advierte la influencia del Derecho Constitucional Francés, lo cual se manifiesta entre otras cosas por la reproducción de la división de los tres poderes de Montesquieu. Con la consiguiente se limitan las facultades y prerrogativas del Rey, que estableciéndose un principio de que la soberanía reside esencialmente en la nación y que por tanto pertenece a ella el exclusivo derecho de establecer sus leyes fundamentales, siendo el Rey más bien un jefe de Poder Ejecutivo, aunque con todas sus naturales prerrogativas.
Por otro lado puede decirse que esta carta magna tuvo un carácter positivo en tanto propugnaba las ideas más avanzadas de la naciente burguesía española frente al absolutismo monárquico al proclamar los derechos civiles y políticos de los ciudadanos.
Técnicamente la Constitución de Cádiz responde al concepto clásico de Constitución debida a un acto de soberanía nacional e impuesta al poder real. Califica entre las Constituciones llamadas extensas, de ahí que aborde cuestiones impropias de un texto constitucional y por otro lado es rígida en cuanto a su procedimiento de reforma.
Con esta Constitución por vez primera se establece el derecho de la Isla de enviar dos diputados a las Cortes españolas, otorgándosele además un régimen Constitucional similar al de España; de todas formas, históricamente se ha demostrado que su vigencia en Cuba fue más teórica que real pues los criollos adinerados (dado los principios liberales que pregonaba, entre estos el abolicionismo) persistía en el interés de mantener el orden esclavista, y por supuesto no acogieron una constitución que podía poner en peligro sus intereses económicos.

### Estatuto Real (1834) y Constituciones de 1837, 1845, 1856, 1869 y 1876
El 5 de julio de 1834 se promulgó el Estatuto Real, el cual sustituyó a la Constitución de 1812, relativo a la constitución y funcionamiento de las Cortes.
La Ley Fundamental siguiente es la de 1837 y constituye una revisión de la Constitución de 1812.
El 30 de junio de 1876, el Rey Alfonso XII promulgó la Constitución que habría de regir hasta noviembre de 1897; esta Constitución contenía en su parte dogmática los derechos civiles y políticos. El poder Legislativo lo tenían el Rey y las Cortes; éstas se componían del Senado y un Congreso de Diputados. También se refirió a la Sucesión del Rey, a la Administración de Justicia, a las Diputaciones Provinciales y Municipales, a las Contribuciones Fiscales, a la Fuerza Militar y al Gobierno de las Provincias de Ultramar.

### Constitución Autonómica (1897)
El 25 de noviembre de 1897 se promulgó la conocida como Constitución Autonómica para las islas de Cuba y de Puerto Rico, haciendo extensiva a las mismas la Ley Electoral de 1890, que comprendía el sufragio universal masculino. Esta constitución creaba un Parlamento Insular bicameral y un autogobierno de amplios poderes, bajo un Gobernador General nombrado por la Corona. Se pretendía con ello estabilizar la situación política de Cuba, aunque tardíamente, frente al empuje de las ideas y las armas independentistas. Esta Constitución se mantuvo en vigor hasta la firma del Tratado de París (1898), que puso fin a la Guerra Hispano-Estadounidense, por el cual España renunciaba a su soberanía sobre Cuba, ocupada por los Estados Unidos, y cedía a este país Puerto Rico, Guam y las Filipinas, sin tener en consideración con los deseos de sus habitantes.

### Otros proyectos constitucionales
Simultáneamente a la vigencia de las Constituciones Españolas en Cuba, se fue gestando un derecho Constitucional propio en Cuba, que tuvo su génesis en las ideas autonomistas desde los criterios y actividades de Arango y Parreño, al proyecto autonómico del Presbítero José Agustín Caballero (1811).
También se encuentra a Gabriel Zequeira, quien fungía a la postre como regidor del ayuntamiento de Matanzas; el mismo elaboró un proyecto de ley con el propósito de enmendar la Constitución Español de 1812. El proyecto de Zequeira proponía un conjunto de enmiendas a la Constitución española, tratando de atemperarla a las condiciones de la realidad cubana y se ha reconocido que de hecho constituye el primer intento de conformar una organización política en Cuba, aunque inspirado, en este caso en las ideas y anhelos del autonomismo.
Entre los años 1810 y 1812 también se encuentra el proyecto Constitucional de Joaquín Infante, abogado de Bayamo, considerado el primer proyecto constitucional de carácter separatista. Este constaba de 100 artículos y en cierto sentido es innovador pues modifica la estructura clásica de Montesquieu de los tres poderes, al crear en su propuesta un cuarto poder: el Militar.
En la segunda mitad del siglo XIX, pero antes del inicio de la Guerra de los Diez Años, con la expedición de Narciso López se da a conocer el proyecto de Constitución que lleva su nombre conformado por 23 artículos y donde propugna la creación de una república libre e independiente con el nombre de República de Cuba, en su artículo tercero define como será la bandera de la futura república.

## Constituciones de la República en Armas
En el período que duró la gesta independentista cubana se elaboraron cuatro constituciones, llamadas a regir las actividades del pueblo en su lucha armada contra el colonialismo español.

### Constitución de Guáimaro (1869)
La primera fue la Constitución de Guáimaro, aprobada el 10 de abril de 1869, que rigió en plena Revolución de los 10 años hasta el 8 de febrero de 1878. Esta Constitución, por su origen revolucionario, era un nuevo documento de solamente 29 artículos destinados a fijar los órganos esenciales del gobierno para el momento. Así establecía una sola Cámara como principal organismo del gobierno, encargada de nombrar y deponer al ejecutivo, al General en Jefe del Ejército y al Presidente de sus sesiones, teniendo el Ejecutivo facultades muy limitadas, al extremo de necesitar la aprobación de la Cámara para la designación de sus secretarios de Despacho. Sin embargo, su valor esencial radicó en que consagró el derecho de todos los cubanos a la libertad y proclamó la abolición total y definitiva de la esclavitud, lo que refrenda en su artículo 24 cuando dice textualmente: "Que todos los habitantes de la República son eternamente libres".

### Constitución de Baraguá (1878)
Finalizando la Guerra de los Diez Años, se promulgó el 15 de marzo de 1878 la Constitución de Baraguá, la que fue el resultado de la protesta realizada por el Mayor General Antonio Maceo Grajales. La misma estaba compuesta por 6 artículos a partir de los cuales se establecía un Gobierno Provisional compuesto de cuatro ciudadanos, otorgándosele al mismo un carácter provisional. Además, las facultades de dirigir la guerra se le otorgaba a un general en jefe.
En los artículos 3 y 4 del texto constitucional se refrendaba jurídicamente la esencia de la Protesta de Baraguá, al establecer en el primero de estos artículos que "El Gobierno queda facultado para hacer la paz bajo bases de la independencia".

No podrá hacer la paz con el gobierno español bajo otras bases sin el conocimiento y consentimiento del pueblo
Artículo IV

### Constitución de Jimaguayú (1895)
El próximo texto constitucional se puso en vigor en fecha 16 de septiembre de 1895. Nuevamente en plena revolución, conociéndose como la Constitución de Jimaguayú, la misma se planteaba regir durante dos años. Esta Constitución resulta más completa que las anteriores, y con la misma se tratan de evitar los errores que se habían cometido en la de Guáimaro. En la Asamblea elegida al efecto había hombres del 68 que recordaron los inconvenientes de haber puesto la dirección de aquella guerra en manos de una Cámara de Representantes, y por tanto adopta una forma de gobierno distinta, confiriéndole la dirección suprema de la nación a un Consejo de Gobierno compuesto de un Presidente, un Vicepresidente y cuatro Secretarios de Estado.
En el preámbulo de la Constitución de Jimaguayú se expresaba que la Revolución se hacía por la independencia y creación de Cuba en República Democrática y declaraba solamente la separación de Cuba de la monarquía española y su constitución como estado libre e independiente con gobierno propio.

### Constitución de la Yaya (1897)
Cumplido el término de dos años, el 29 de octubre de 1897 se promulga la última de las Constituciones mambisas: la Constitución de la Yaya, mucho más extensa y completa que las anteriores. Con 48 artículos, se distingue por la inclusión en su texto de una parte dogmática, donde se desarrollaba un título especial sobre los derechos individuales y políticos. En la misma se omite el cargo de General en Jefe del Ejército, cuyas funciones asume el Consejo de Gobierno, con lo cual se consolida la organización de un poder colegiado de carácter civil.
En general es una Constitución redactada con mayor técnica, y en ella se percibe la influencia positiva de la Constitución de Guáimaro al desarrollar conceptos que en esta solamente se esbozaban.
Esta constitución solamente rige un año debido a la intervención de los Estados Unidos en la guerra, que conllevó a la derrota militar de España y su retirada de Cuba.

## Periodo republicano

### Constitución de 1901
El 21 de febrero de 1901 se aprobó una Constitución por los constituyentitas cubanos, que estuvo vigente en la mayor parte de la vida republicana del país. Esta Constitución de carácter liberal-democrático fue inspirada por la Constitución Americana de 1789, aunque organizó al estado de una manera distinta a la de los Estados Unidos.
La Constitución de 1901 contenía las partes clásicas de toda constitución: la dogmática relativa a los derechos individuales que había conquistado y consagrado la Revolución francesa; la orgánica referente a la estructura, funciones y derechos de la organización estatal y la cláusula de reforma. (Artículo 115).

#### División de poderes
En esencia se estableció un régimen republicano y representativo, estructurado en la célebre división de poderes de Montesquieu. El legislativo se componía de un Senado y una Cámara de Representantes (sistema bicameral), un poder judicial con una relativa independencia, haciendo a sus componentes inamovibles, pero dependientes del Ejecutivo y a veces también del legislativo en cuanto a sus nombramientos.
El poder Ejecutivo concentraba en cambio gran poder en sus manos, lo que junto a otros factores de índole social y económica como los problemas raciales, la inestabilidad económica, el analfabetismo, el desempleo, la corrupción política entre otros, condujo a la existencia de una República mediatizada y presidentes de regímenes dictatoriales, similares a la mayoría de los países latinoamericanos.
Para datos exactos en referencia a la situación socioeconómica y cultural en Cuba antes de 1959 vea los documentos de las Naciones Unidas del año 1957 (UN Statistical yearbook), el último hecho en Cuba directamente. Después del cambio político-económico en Cuba en 1959 las Naciones Unidas solo recibe documentación dadas por el gobierno cubano.

#### Enmienda Platt
A la Constitución de 1901 le fue adicionada la Enmienda Platt. En esencia, regulaba las relaciones entre Estados Unidos y Cuba, y daba el derecho a Estados Unidos de arrendar determinadas partes del territorio nacional para establecer bases navales y carboneras.
En la mencionada Enmienda se establecían ocho cláusulas que debían normar las relaciones entre los Estados Unidos y Cuba, entre dichas cláusulas las que más lesionaban la soberanía nacional eran la 3.ª., la 4.ª y 7.ª.

Art. 3º. Que el Gobierno de Cuba consciente que los Estados Unidos pueden ejercitar el derecho de intervenir para la conservación de la independencia cubana, el mantenimiento de un Gobierno adecuado para la protección de vidas, propiedad y libertad individual y para cumplir las obligaciones que, con respecto a Cuba, han sido impuestas a los EE.UU. por el Tratado de París y que deben ahora ser asumidas y cumplidas por el Gobierno de Cuba.
Enmienda Platt

La cuarta cláusula refería que todos los actos realizados por los Estados Unidos en Cuba durante su ocupación militar, serían ratificados y tenidos por válidos y todos los derechos legalmente adquiridos en virtud de ellos serán mantenidos protegidos.
Por último, la séptima expresaba:

Art. 7º. Que para poner en condiciones a los Estados Unidos de mantener la independencia de Cuba y proteger al pueblo de la misma, así como para su propia defensa, el Gobierno de Cuba venderá o arrendará a Estados Unidos, las tierras necesarias para carboneras o estaciones navales en ciertos puntos determinados que se convendrán con el Presidente de los Estados Unidos
Enmienda Platt

En virtud de esta cláusula fue suscrito el Convenio para las Estaciones Carboneras y Navales, firmado en febrero de 1903 en La Habana y Washington, respectivamente, en el cual se incluyeron las áreas de Bahía Honda y Guantánamo, decidiéndose finalmente establecer una sola base que resultó ser la Bahía de Caimanera en Guantánamo.

#### Derogación de la Enmienda Platt Reforma
Veintiún años más tarde, el 29 de mayo de 1934, la Enmienda Platt fue derogada por el gobierno revolucionario, el cual firmó un nuevo tratado en el que se mantenía la permanencia de la base naval de Guantánamo y la plena vigencia de las normas que la regían.
En 1928, la Constitución de 1901 fue objeto de reforma por la Convención Constituyente del 14 de abril al 10 de mayo, bajo el mandato del presidente Gerardo Machado, modificándose muchos de sus artículos. La más relevante innovación de esta reforma fue la prórroga de poderes y alargamiento de los períodos electorales; fue aprobada una Constitución de carácter fascista y de gran concentración de poderes, siendo abolida como resultado de la caída de Machado el 12 de agosto de 1933 y restablecida el 24 del propio mes y año por el Decreto 1928.

#### Nueva vigencia de la Constitución de 1901
A partir de ese momento continuó vigente la constitución de 1901 si bien se le realizaron ligeras modificaciones, hasta la promulgación de la Constitución de 1940, las que se pueden resumir en las siguientes:
- Estatutos del 14 de septiembre de 1933, promulgado por el llamado movimiento del 4 de septiembre encabezado por Fulgencio Batista, cuyas normas al parecer resultaban estrechas para sus propósitos.
- Durante la presidencia Carlos Mendieta, se promulgó la Constitución del 3 de febrero de 1934, en la cual se restablecía la del año 1901 con algunas modificaciones.
- El 8 de marzo de 1935 se derogó en su integridad la Constitución de 1934; con ligeras modificaciones, se restableció la Constitución de 1901.

### Constitución de 1940
Bajo la Presidencia de Federico Laredo Bru (1936-1940) se convocó a elecciones que se celebraron el 15 de noviembre de 1939 para elegir a los delegados de la Asamblea Constituyente que se encargaría de elaborar la nueva Constitución.
La Asamblea Constituyente estuvo integrada por 76 delegados electos entre los candidatos de 9 partidos políticos, que quedaron distribuidos como sigue:
Por el Bloque Gubernamental:
- Partido Liberal:		              16 delegados
- Partido Nacionalista:	                       9 delegados
- Unión Revolucionaria Comunista: 6 delegados
- Conjunto Nacional Democrático:                3 delegados
- Partido Nacional Revolucionario:             1 delegado

Por el Bloque de Oposición:
- Partido Revolucionario Cubano Auténtico:18 delegados
- Partido Demócrata Republicano:              15 delegados
- Partido Acción Republicana:	       4 delegados
- Partido ABC:		                       4 delegados

Durante sus primeros meses, la Constituyente tuvo a Ramón Grau San Martín del Partido Auténtico como su presidente. Luego de que este renunciara el cargo, Carlos Márquez Sterling del Partido Acción Republicana lo remplazaría como el presidente. El 10 de octubre de 1940 entró en vigor la Constitución de 1940.
La Constitución de 1940 puso de relieve las inspiraciones de la española de 1931 y constaba de 286 artículos, agrupados en 19 títulos; introducía innovaciones en relación con las constituciones anteriores al convertir en constitucionales instituciones que con anterioridad eran refrendadas solo por leyes ordinarias como lo fue en el caso de la familia consagrando la igualdad entre los esposos, la institución del divorcio, la dependencia y obligación de los padres en cuanto a los deberes de asistencia y educación de los hijos, los que en adelante mantendrían igual condición ya sean naturales o legítimos.
Otra institución introducida en este texto constitucional resultó ser la del trabajo. En el derecho al trabajo se establece un mínimo de salario, se regula el seguro social, la jornada máxima diaria, el descanso retribuido y la protección de la maternidad obrera.
En general, los objetivos primarios de esta Constitución pueden resumirse en este orden de prioridades:
1. Fijación de un carácter nacionalista definido.
2. Proscripción del caudillismo.
3. Creación de una justicia social pragmáticamente más solidaria y afianzada.
4. Establecimiento de un sistema democrático de más amplia participación.
5. Establecimiento del sistema Semiparlamentario.
6. Normativa para combatir el peculado, las malversaciones y otros medios de corrupción, mediante instituciones que preservaran la moral administrativa.
7. Establecimiento de un sistema de educación libre, democrático y nacionalista.
8. Establecimiento de una serie de derechos fundamentales, anticipándose en 8 años a la Declaración Universal de los Derechos Humanos.

### Estatutos Constitucionales de 1952
El 4 de abril de 1952 se promulgaron por la dictadura de Fulgencio Batista esos Estatutos, en sustitución de la Constitución de 1940 cuya vigencia fue suspendida. Los Estatutos fueron abolidos el 24 de febrero de 1954, y se restableció la Constitución de 1940.

### Ley Fundamental de 1959
El 7 de febrero de 1959, el Gobierno revolucionario de Cuba decretó la Ley Fundamental por la que había que regirse a partir de ese instante el país que en lo esencial fue una transcripción de la Constitución de 1940, aunque adaptada a la realidad socioeconómica en que se vivía, producto del triunfo de la Revolución. Entre los cambios sustanciales realizados a la Constitución de 1940, estuvo la disolución del Congreso y la atribución al Consejo de Ministros de las funciones de Órgano Legislativo, mientras el poder ejecutivo y el poder judicial mantenían en lo fundamental las características que les había fijado la Constitución de 1940.
Durante los años de vigencia de la Ley Fundamental de 1959, la misma fue objeto de continuas transformaciones; se le suprimían preceptos, se le adicionaban otros, en otras ocasiones se modificaban. Por ejemplo, los preceptos relacionados con la confiscación y expropiación de los bienes fue modificada en varias oportunidades, en igual sentido ocurrió con la pena de muerte. Estos cambios se realizaban mediante leyes de Reforma Constitucional promulgadas por el Consejo de Ministros.

### Constitución cubana de 1976
En el 24 de febrero de 1976, en un acto solemne celebrado en el Teatro "Carlos Marx" en la ciudad de La Habana, la actual constitución cubana fue proclamada. El proceso para reemplazar a la Constitución del 1940 fue irregular ya que el gobierno no siguió el proceso elaborado por el artículo 286 de ese documento.

#### Anteproyecto
El anteproyecto de la Constitución fue redactada por una comisión mixta del Partido y el gobierno, designada por un acuerdo conjunto del Buró Político del PCC y del Comité Ejecutivo del Consejo de Ministros. La Comisión redactora del anteproyecto de Constitución estuvo integrada por Blas Roca Calderío, José Santiago Cuba Fernández, Belarmino Castilla Más, Juan Marinello Vidaurreta, Fernando Álvarez Tabío, Francisco Varona y Duque Estrada, Raúl Amaro Salup, Rafael Garrido Manéndez, Aracely Carreaga Hernández, Conrado Hernández García, Armando torres Santrayll, Isidoro Malmierca Peoli, Enrique Hart Ramírez, Héctor Garcini Guerra, Raúl Ruíz Monteagudo, Nicasio Hernández Armas, José Sobrado Cid, Rogelio Garayta González-Quevedo, Roberto Hidalgo Linares, Idalia Romero Lamorut.
La Constitución de 1976 fue parte de un largo proceso de transformaciones sufridas por las instituciones jurídicas del Estado Revolucionario desde el 1 de enero de 1959 hasta el momento de su promulgación. Existen las condiciones para conformar el régimen estatal definitivo que habría de asumir el país para concluir una etapa en la historia revolucionaria cubana, que ha sido definida como de la provisionalidad, y en la que a lo largo de 17 años se acumularon experiencias y se maduraron las condiciones para la futura institucionalización del país. Esto precisamente se refiere Fidel Castro cuando en el acto de constitución de la Comisión Redactora del Anteproyecto de Constitución expresó:

... Ustedes comprenderán la enorme importancia política, revolucionaria e histórica de redactar un proyecto de Constitución para nuestro país, la importancia no sólo en el orden interno, sino también en el orden internacional. Y esto nos permitirá ponerle fin a la provisionalidad del Estado revolucionario y dejar constituido un Estado con carácter definitivo para el futuro [...] de nuestro propósito una vez que se haya aprobado esta Constitución, luchar consecuentemente y tenazmente, para que cada uno de los preceptos de esa Constitución se cumplan que nadie le pueda imputar a la Revolución jamás, de que acordó leyes y principios que después no se cumplieron...
Fidel Castro

Para esta época las relaciones de producción socialista se encontraban ya afianzadas, luego de un período de tenaz enfrentamiento entre sectores desplazados del poder que aspiraban a restaurar la Constitución del 1940 en su totalidad.
Este período se caracteriza además por la gradual inserción de Cuba al campo socialista, implicando compromisos en el orden económico y político. Esto trae aparejado además como cuestión lógica la influencia del pensamiento socialista europeo a las distintas esferas de la vida en el país.

#### Constitución y reformas
En este caso se asimiló el modelo constitucional socialista casi íntegramente; no obstante, se mantuvieron aspectos que formaban parte de la historia constitucional cubana incluido el derecho constitucional español, el angloamericano y el latinoamericano.
La constitución cubana establece que Cuba es un Estado socialista de trabajadores (artículo 1); que el nombre del estado es República de Cuba (artículo 2); y que la soberanía reside en el pueblo, del cual dimana todo el poder del Estado (artículo 3).
La Constitución de 1976 ha sufrido tres modificaciones:
- La primera, mediante la cual se cambió el nombre de la Isla de Pinos por el de Isla de la Juventud.
- El segundo en 1992, en cumplimiento de los acuerdos del Cuarto Congreso del Partido, debido a la necesidad de adecuar el texto constitucional a las nuevas condiciones económicas, luego de la desintegración del bloque comunista y la reinserción del país en las relaciones de intercambio del mundo capitalista y que hasta ese momento se habían movido fundamentalmente dentro del CAME
- La tercera fue en el 2002, mediante la cual se proclama la irreversibilidad del carácter socialista de revolución, lo cual se aprueba en proceso plebiscitario en el curso de la cual se recogieron más de ocho millones de firmas de electores.